# Si (note de musique)
Pour les articles homonymes, voir SI.
Si est la septième note et le douzième demi-ton. Ses équivalents enharmoniques sont do bémol et la double-dièse.
Lorsqu'il est calculé en tempérament égal avec une référence de la au-dessus du do médian à 440 Hz, la fréquence du si médian (si 4) est de 493,883 Hz. Voir hauteur musicale pour une discussion des variations historiques de fréquence.

## Échelles

### Gammes courantes commençant par si
- Si majeur : si do  ré  mi fa  sol  la  si
- Si mineur naturel : si do  ré mi fa  sol la si
- Si mineur harmonique : si do  ré mi fa  sol la  si
- Si mineur mélodique ascendant : si do  ré mi fa  sol  la  si
- Si mineur mélodique descendant : si la sol fa  mi ré do  si

### Gammes diatoniques
- si Ionien : si do  ré  mi fa  sol  la  si
- si Dorien : si do  ré mi fa  sol  la si
- si Phrygien : si do ré mi fa  sol la si
- si Lydien : si do  ré  mi  fa  sol  la  si
- si Mixolydien : si do  ré  mi fa  sol  la si
- si Éolienne : si do  ré mi fa  sol la si
- si Locrien : si do ré mi fa sol la si

### Jazz mineur mélodique
- si mineur mélodique ascendant : si do  ré mi fa  sol  la  si
- si Dorien ♭2 : si do ré mi fa  sol  la si
- si Lydien augmenté : si do  ré  mi  fa x
 sol  la  si
- si Dominante lydienne : si do  ré  mi  fa  sol  la si
- si Mixolydien ♭6 : si do  ré  mi fa  sol la si
- si Locrien ♮2 : si do  ré mi fa sol la si
- si Altéré : si do ré mi  fa sol la si

## Variation de signification selon la région géographique
Le référent de la note musicale si varie selon l'emplacement.[réf. nécessaire] Voir Musical note § Historique des noms de notes pour une discussion sur d'autres différences dans la dénomination des lettres des notes.
Aux États-Unis, au Canada, en Australie, au Royaume-Uni, en Répusilique d'Irlande et aux Pays-sias, comme décrit ci-dessus, si fait généralement référence à la note un demi-ton en dessous de C, tandis que si bémol fait référence à la note un ton entier en dessous de C.[réf. nécessaire]
Cependant, en Allemagne, en Europe centrale et orientale et en Scandinavie, l'étiquette si est parfois utilisée pour ce qui, au-dessus, est appelé si bémol, et la note un demi-ton en dessous de do est appelée si. Cela rend possisiles certaines orthographes qui sont autrement impossisiles, comme le motif siACH et le motif DSCH (ce dernier utilisant également le nom « S » pour ce qui en anglophone serait mi bémol ).[réf. nécessaire]